# MachineGames
MachineGames es un desarrollador de videojuegos sueco con sede en Upsala.

## Historia
MachineGames fue fundada en 2009 por Jens Matthies, Jerk Gustafsson, Fredrik Ljungdahl, Jim Kjellin, Kjell Emanuelsson, Michael Wynne y Magnus Högdahl, todos los cuales fueron miembros clave de Starbreeze Studios, y Högdahl también fue su fundador. 
Todo el equipo trabajó anteriormente en The Chronicles of Riddick: Escape from Butcher Bay (2004) y The Darkness (2007).
El 5 de noviembre de 2010, MachineGames fue adquirida por la empresa matriz de Bethesda Softworks, ZeniMax Media, y se informó que pasó a llamarse ZeniMax Sweden AB. MachineGames desarrolló Wolfenstein: The New Order (2014) y su precuela, Wolfenstein: The Old Blood (2015), utilizando el motor id Tech 5 del juego. En 2016, lanzaron un episodio adicional gratis para el Quake original en celebración del 20 aniversario de la serie. En E3 2017 Wolfenstein II: The New Colossus se anunció con una fecha de lanzamiento del 27 de octubre de 2017 para Windows, PlayStation 4 y Xbox One con el motor de juego id Tech 6. 
En E3 2018, Wolfenstein: Youngblood fue anunciado y se reveló como el seguimiento de The New Colossus, sirviendo a un spin-off y secuela de la serie con un lanzamiento programado para 2019.
Microsoft anunció el 21 de septiembre de 2020 que había acordado adquirir ZeniMax por 7,5 mil millones de dólares, y que el acuerdo se cerraría en la segunda mitad de 2021. El 9 de marzo de 2021 se cerró la compra por parte de Microsoft.

## Juegos desarrollados
| 2014 | Wolfenstein: The New Order         |                                            | id Tech 5    | Microsoft Windows, PlayStation 3, PlayStation 4, Xbox 360, Xbox One |
| 2015 | Wolfenstein: The Old Blood         | Microsoft Windows, PlayStation 4, Xbox One | id Tech 5    |                                                                     |
| 2016 | Quake: Dimension of the Past       | First-person shooter                       | Quake engine | Microsoft Windows                                                   |
| 2017 | Wolfenstein II: The New Colossus   |                                            | id Tech 6    | Microsoft Windows, PlayStation 4, Xbox One, Nintendo Switch         |
| 2019 | Wolfenstein: Youngblood            |                                            | id Tech 6    | Microsoft Windows, PlayStation 4, Xbox One, Nintendo Switch         |
| 2024 | Indiana Jones and the Great Circle | Action-adventure game                      | id Tech 7    | Microsoft Windows, Xbox Series X, Xbox Series S, PS5                |
| TBA  | Wolfenstein III                    | TBA                                        |              |                                                                     |